# Merda

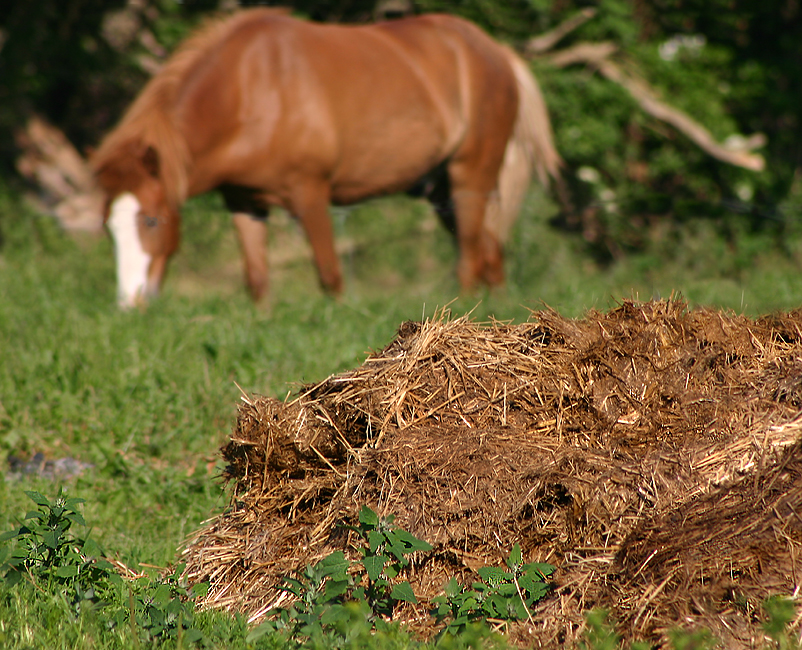
Escrementi equini

Merda è un sostantivo della lingua italiana che, nella sua accezione primaria, indica le feci umane o animali. È principalmente usato in ambito colloquiale ed è ritenuto un termine volgare, normalmente da evitare in contesti formali. La sua etimologia appare collegata al tema *mard (da una forma fondamentale smard-), come ad esempio smradu, lituano smirdas (puzzare), o anche il greco smerdalèos (orrido).

## Linguistica
(Dante, Inferno XVIII, 116-117)

### Origine e significato
La naturale sensazione di disgusto per gli escrementi (detta coprofobia) è alla base della valenza negativa che molte culture vi associano. Nell'italiano moderno, questa valenza negativa si riscontra pienamente nella parola merda, ed è mitigata nei suoi molti sinonimi. Il termine merda è considerato generalmente una parolaccia, e il suo uso al di fuori del linguaggio colloquiale è oggi deprecato come offensivo, oppure come espressione volgare per manifestare le proprie idee riguardo alle diverse situazioni che possono essere di disagio o negative. Viene usato in modo volgare per insultare una persona o un oggetto.

### L'uso come qualificativo e interiezione

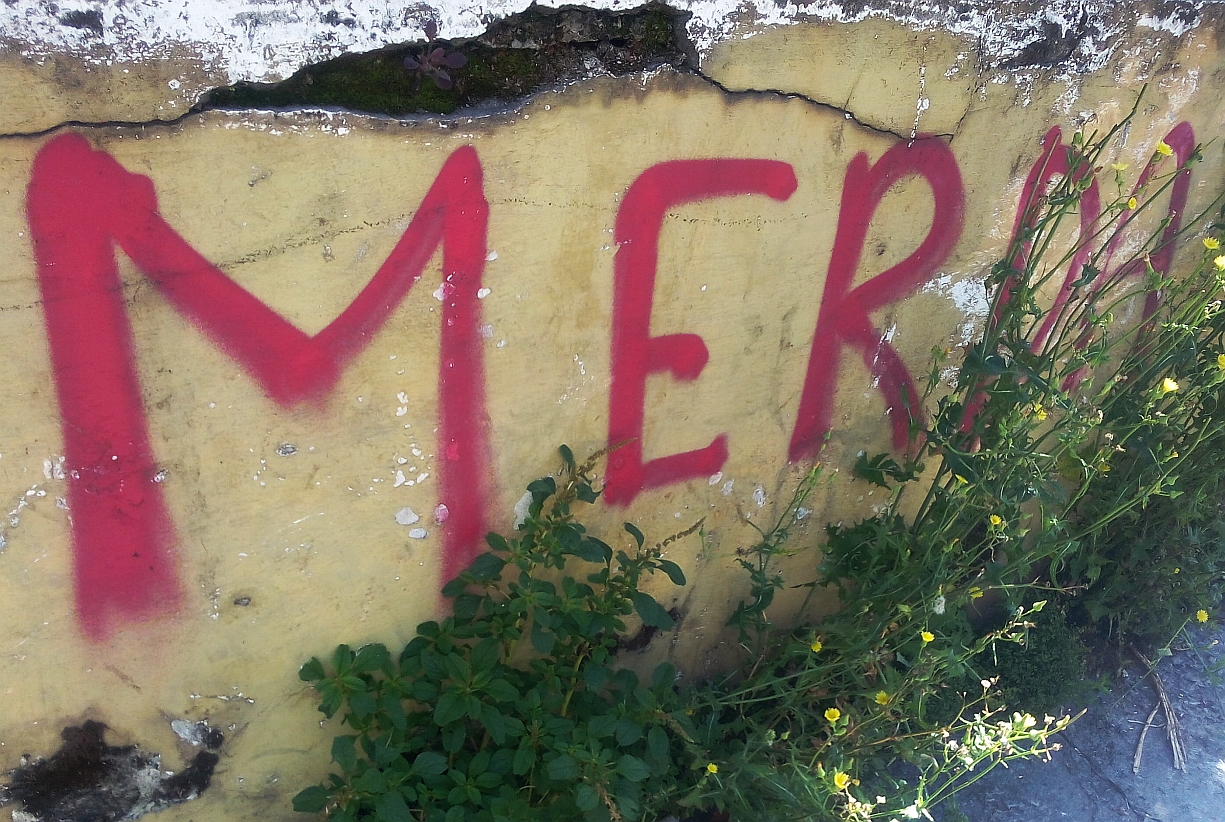
Merda; scritta su un muro a Torino, giugno 2016

Un caso particolare è la locuzione di merda (o merda di), usata come qualificativo in senso di pessimo: «una situazione di merda», una situazione spiacevolissima; «un uomo/pezzo di merda», un uomo esecrabile, un farabutto; ricorre frequentemente nelle esclamazioni del linguaggio triviale: «Che merda di film!». L'espressione «essere/stare/trovarsi nella merda» significa essere nei guai. Tra le frasi polirematiche, possiamo citare «avere la merda fino al collo» e «essere una merda». Si può usare anche l'espressione «Che merda!» per indicare una situazione sfortunata.

### Sinonimi e alternative lessicali
Esistono per quasi tutti gli usi linguistici, per ogni dialetto, diverse alternative alla parola merda.

### La parola "merda" in cinque lingue romanze
- Italiano: la merda
- Francese: la merde
- Spagnolo: la mierda
- Portoghese: a merda
- Catalano: la merda

Nelle lingue di altri ceppi, la parola non mostra parentela, e.g. inglese "shit; crap (latino crappa)"

## L'uso della merda nell'arte e nella letteratura

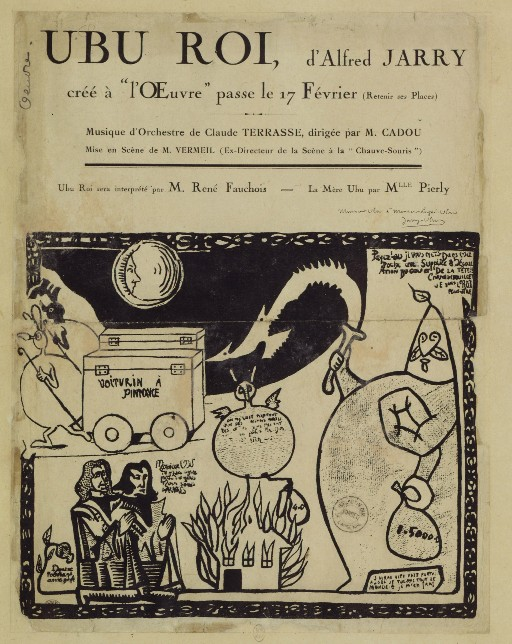
La locandina della prima di Ubu re. In mano Ubu tiene uno dei suoi attributi: il bastone da Merdre

Nel passo dantesco di Inf. XVIII, 116-117 («vidi un col capo sì di merda lordo / che non parea s'era laico o cherco»), c'è un uso "comico" della parola. Siamo in Malebolge, seconda bolgia, nello sterco sono tuffati adulatori e lusingatori. Il personaggio dei due versi è il lucchese Alessio Interminelli. Vicino a lui la meretrice Taide (di cui parla il poeta latino Terenzio), «sozza e scapigliata», chiamata da Dante «la puttana» (v. 133).
L'atto di mangiare la merda è un classico della satira di tutti i tempi. C'è un aspetto antropologico legato al mangiare la merda e un aspetto psicologico che colpisce nel profondo. Anticamente era un rito della clownerie religiosa insieme col bere l'urina: oscenità apotropaiche che celavano sottili valenze simboliche. Gli esempi più illustri si possono ritrovare nei classici di Aristofane, Plauto, Rabelais, Swift e Sterne.
L'autore satirico Daniele Luttazzi ha dichiarato che «la satira ha nella merda la sua pietra filosofale». In uno sketch della trasmissione Satyricon, Luttazzi mangiava uno spuntino a base di merda da un elegante vassoio d'argento. Il comico ha, successivamente, spiegato: «c'è un legame fra comicità e televisione in particolare: il fatto del corpo in primo piano che può essere esacerbato da certi sketch. E lì ero ben consapevole del caos che si sarebbe scatenato: mangiando, facendo quel gesto. In realtà era un gesto cristico, assumevo su di me la merda del mondo e della televisione.»
Recentemente, Marco Paolini in un suo spettacolo ha presentato l'aneddoto del mangiare la merda come punizione da ragazzi per chi non avesse superato una prova di coraggio. Interrotti per motivi esterni, uno dei ragazzi si recava di notte a mangiare la sua parte, e Paolini descriveva il gesto in modo epico, come fosse quella la vera prova di coraggio.
Il premio Nobel per la letteratura Dario Fo, intervistato durante la trasmissione Satyricon, ha citato come esempi dell'uso della merda nella satira e nel teatro: La fame dello Zanni di Ruzante, un canovaccio in cui Arlecchino si cala le brache e lancia la cacca (finta) addosso al pubblico.
Un uso comune dei lavoratori di teatro in vari paesi del mondo, sia per quanto riguarda gli attori che per quanto riguarda il personale tecnico, è augurarsi il successo con le parole "Merda, merda, merda!" Questa usanza deriva dal fatto che, in passato, agli spettacoli di successo accorrevano molti nobili con le loro carrozze e cavalli, riempiendo di escrementi i dintorni del teatro. Quindi, più merda c'era per terra, maggior successo aveva lo spettacolo.
Citata goliardicamente dagli Amici miei del film di Monicelli (un grande esempio di commedia del cinema italiano degli anni settanta) nell'aria della "cacatella longa longa... filulella squacquarella" cantata a squarciagola dai quattro amici nell'ospedale dov'erano allora pazienti, e indirizzata alle sorelle di quel ricovero. L'uso che ne viene fatto in questo caso ha solo del provocatorio e del goliardico: il loro comportamento li spinge a rompere due tabù, cioè a parlare di merda davanti a delle suore (con l'intenzione di sembrare realmente malati di testa, o semplicemente stupidi). Ciò è solo per compiere costantemente delle bonarie e gratuite trasgressioni. Nella scena seguente questo loro comportamento farà scattare l'ira e la vendetta del primario, che si rivelerà più goliardico e sadico di loro altri.

### Altri esempi
- Il Girone della merda è una delle tre parti – precisamente la seconda – del film Salò o le 120 giornate di Sodoma di Pier Paolo Pasolini.
- La merda è un elemento ricorrente in Gadda[3]
- Merda d'artista è un'opera di Piero Manzoni, dove l'artista inserisce in piccole scatolette i propri escrementi, trasformandoli, così, in vere e proprie opere d'arte.[4]
- Merdeide è un poema seicentesco di Tommaso Stigliani dedicato, appunto, alla "epopea" della merda.
- Dante Alighieri scrisse due volte la parola merda nell'Inferno:
  - E mentre ch'io là giù con l'occhio cerco, / vidi un col capo sì di merda lordo, / che non parëa s'era laico o cherco. (Inferno - Canto diciottesimo versi 115-117)
  - Tra le gambe pendevan le minugia; / la corata pareva e 'l tristo sacco / che merda fa di quel che si trangugia. (Inferno - Canto ventottesimo, versi 25-27)

Oltre alla variante a proposito di Taide: quella sozza e scapigliata fante / che là si graffia con l'unghie merdose (Inferno - Canto diciottesimo versi 130-131)
- Mozart faceva spesso riferimento alla merda nelle lettere che scriveva alla cuginetta Bäsle.
- Il generale Cambronne, ufficiale napoleonico, rispose con questa unica e incisiva parola alla proposta di resa avanzata dai vincitori di Waterloo. (Vale la pena di precisare come in francese il vocabolo abbia un'accezione che l'italiano non conosce, ossia "rispondere picche", "dire di no".) Il sacrificio della vecchia Guardia consentì al resto dell'esercito francese di ripiegare abbastanza ordinatamente verso Parigi, sfuggendo all'annientamento.
- Confessioni di un artista di merda (Confessions of a crap artist) è un romanzo di Philip K. Dick.
- Vita, morte e miracoli di un pezzo di merda è il titolo dell'autobiografia di Paolo Villaggio
- L'inno del corpo sciolto, canzone di Roberto Benigni
- Ubu re di Alfred Jarry è un'opera teatrale che inizia con la parola Merdre, esclamazione ripetuta più volte dal protagonista. Père Ubu ha anche come suo attributo il bastone da Merdre, che offre per pasto ai suoi invitati o agita come uno scettro del potere.
- Nella puntata 05x01 di South Park la parola "shit" (merda) viene ripetuta ben 162 volte. Nella versione italiana è stata tradotta quasi sempre letteralmente in "merda"; in alcune scene dell'episodio, tuttavia, è sostituita da sinonimi come "popò".

### Curiosità
"Merda" nella "Smorfia" è identificata nel numero "71" (che si applica anche per i suoi sinonimi non volgari).